# Südafrikanische Cricket-Nationalmannschaft in Pakistan in der Saison 2003/04
Die Tour der südafrikanischen Cricket-Nationalmannschaft nach Pakistan in der Saison 2003/04 fand vom 3. bis zum 28. Oktober 2003 statt. Die internationale Cricket-Tour war Bestandteil der Internationalen Cricket-Saison 2003/04 und umfasste zwei Tests und fünf ODIs. Pakistan gewann die Test-Serie 1–0, während Südafrika die ODI-Serie 3–2 gewann.

## Vorgeschichte
Für beide Teams war es die erste Tour der Saison.
Das letzte Aufeinandertreffen der beiden Mannschaften bei einer Tour fand in der Saison 2002/03 in Südafrika statt.
Ursprünglich war die Tour eine Woche vorher angesetzt, aber auf Grund von Sicherheitsbedenken wurde sie verschoben.
Die Sicherheitsvorkehrungen wurden noch einmal verschärft, nachdem es in pakistan zu einem Anschlag gekommen war während der Tour.

## Stadien
Die folgenden Stadien wurden für die Tour als Austragungsort vorgesehen und am 24. September 2003 bekanntgegeben.
| Stadion                    | Stadt      | Kapazität | Spiele               |
| -------------------------- | ---------- | --------- | -------------------- |
| Iqbal Stadium              | Faisalabad | 18.000    | 2. Test; 3. ODI      |
| Gaddafi Stadium            | Lahore     | 60.000    | 1. Test; 1. & 2. ODI |
| Rawalpindi Cricket Stadium | Rawalpindi | 25.000    | 4. & 5. ODI          |

## Kaderlisten
Südafrika benannte seinen Kader am 15. September 2003.
Pakistan benannte seinen ODI-Kader am 25. September und seinen Test-Kader am 14. Oktober 2003.
| Test | Test | ODI | ODI |
| Pakistan | Südafrika | Pakistan | Südafrika |
| --- | --- | --- | --- |
| - Inzamam-ul-Haq (K) - Mohammad Yousuf (VK) - Abdul Razzaq - Asim Kamal - Danish Kaneria - Imran Farhat - Mohammad Sami - Moin Khan (wk) - Mushtaq Ahmed - Shabbir Ahmed - Shoaib Akhtar - Shoaib Malik - Taufeeq Umar - Yasir Hameed | - Graeme Smith (K) - Paul Adams - Mark Boucher (wk) - Boeta Dippenaar - Herschelle Gibbs - Jacques Kallis - Gary Kirsten - Neil McKenzie - André Nel - Makhaya Ntini - Robin Peterson - Shaun Pollock | - Inzamam-ul-Haq (K) - Mohammad Yousuf (VK) - Abdul Razzaq - Danish Kaneria - Faisal Iqbal - Mohammad Hafeez - Mohammad Sami - Mushtaq Ahmed - Naved Latif - Rashid Latif (wk) - Saqlain Mushtaq - Shabbir Ahmed - Shoaib Akhtar - Shoaib Malik - Umar Gul - Yasir Hameed - Younis Khan | - Graeme Smith (K) - Mark Boucher (VK & wk) - Alan Dawson - Boeta Dippenaar - Herschelle Gibbs - Andrew Hall - Jacques Kallis - Neil McKenzie - André Nel - Makhaya Ntini - Robin Peterson - Shaun Pollock - Jaques Rudolph |

## Tour Matches
| 1. Oktober Scorecard | Lahore | City Nazim XI 250-4 (50)             | – | South Africans 253-3 (46) |
|                      |        | South Africans gewinnt mit 8 Wickets |   |                           |

## One-Day Internationals

### Erstes ODI in Lahore
| 3. Oktober Scorecard | Lahore | Pakistan 277-6 (50)         | – | Südafrika 269-6 (50) |
|                      |        | Pakistan gewinnt mit 8 Runs |   |                      |

### Zweites ODI in Lahore
| 5. Oktober Scorecard | Lahore | Pakistan 267-7 (50)          | – | Südafrika 225-9 (50) |
|                      |        | Pakistan gewinnt mit 42 Runs |   |                      |

### Drittes ODI in Faisalabad
| 7. Oktober Scorecard | Faisalabad | Pakistan 243-8 (50)                        | – | Südafrika 221-6 (45/45) |
|                      |            | Südafrika gewinnt mit 13 Runs (D/L method) |   |                         |

Der Südafrikaner Shaun Pollock wurde auf Grund von Zeigens von Unzufriedenheit mit Schiedsrichterentscheidungen mit einer Geldstrafe belegt.

### Viertes ODI in Rawalpindi
| 10. Oktober Scorecard | Rawalpindi | Pakistan 167 (47.4)             | – | Südafrika 158-4 (38.5) |
|                       |            | Südafrika gewinnt mit 6 Wickets |   |                        |

Nach einem Vorfall während des pakistanischen Innings wurden die Südafrikaner Graeme Smith und Andrew Hall für Spiele gesperrt und der Pakistaner Yousuf Youhana mit einer Geldstrafe belegt.

### Fünftes ODI in Rawalpindi
| 12. Oktober Scorecard | Rawalpindi | Pakistan 192 (43.9)             | – | Südafrika 193-3 (45.5) |
|                       |            | Südafrika gewinnt mit 7 Wickets |   |                        |

## Tests

### Erster Test in Lahore
| 17. – 21. Oktober Scorecard | Lahore | Südafrika 320 (83) & 241 (84.3) | – | Pakistan 401 (148) & 164-2 (40.1) |
|                             |        | Pakistan gewinnt mit 8 Wickets  |   |                                   |

Nachdem der Pakistaner Shoaib Akhtar unpassende Sprache gegenüber den Südafrikaner Paul Adams nutzte, wurde er für mehrere Spiele gesperrt.

### Zweiter Test in Faisalabad
| 24. – 28. Oktober Scorecard | Faisalabad | Südafrika 278 (99.1) & 371-8d (127.3) | – | Pakistan 348 (116.2) & 242-6 (98) |
|                             |            | Remis                                 |   |                                   |

## Statistiken
Die folgenden Cricketstatistiken wurden bei dieser Tour erzielt.
| Tests            | Tests      | Tests   | Tests   | Tests   | Tests   | Tests   | Tests   | Tests   |
| Batting          | Batting    | Batting | Batting | Batting | Batting | Batting | Batting | Batting |
| Spieler          | Mannschaft | Spiele  | Innings | Runs    | Average | HS      | 100s    | 50s     |
| ---------------- | ---------- | ------- | ------- | ------- | ------- | ------- | ------- | ------- |
| Taufeeq Umar     | Pakistan   | 2       | 4       | 313     | 78,25   | 111     | 1       | 3       |
| Gary Kirsten     | Südafrika  | 2       | 4       | 271     | 90,33   | 118     | 1       | 2       |
| Imran Farhat     | Pakistan   | 2       | 4       | 235     | 58,75   | 128     | 1       | 1       |
| Herschelle Gibbs | Südafrika  | 2       | 4       | 204     | 51,00   | 98      | 0       | 2       |
| Asim Kamal       | Pakistan   | 2       | 3       | 138     | 46,00   | 99      | 0       | 1       |
| Bowling          |            |         |         |         |         |         |         |         |
| Spieler          | Mannschaft | Spiele  | Overs   | Wickets | Average | BBI     | 5W      | 10W     |
| Danish Kaneria   | Pakistan   | 2       | 119.4   | 11      | 25,36   | 5/46    | 1       | 0       |
| Paul Adams       | Südafrika  | 2       | 101     | 10      | 34,20   | 7/128   | 1       | 0       |
| Shaun Pollock    | Südafrika  | 2       | 80.2    | 8       | 21,75   | 6/78    | 1       | 0       |
| Shoaib Akhtar    | Pakistan   | 1       | 28.3    | 6       | 16,33   | 4/36    | 0       | 0       |
| Shabbir Ahmed    | Pakistan   | 1       | 60.3    | 6       | 24,00   | 4/74    | 0       | 0       |

| ODIs            | ODIs       | ODIs    | ODIs    | ODIs    | ODIs    | ODIs    | ODIs    | ODIs    |
| Batting         | Batting    | Batting | Batting | Batting | Batting | Batting | Batting | Batting |
| Spieler         | Mannschaft | Spiele  | Innings | Runs    | Average | HS      | 100s    | 50s     |
| --------------- | ---------- | ------- | ------- | ------- | ------- | ------- | ------- | ------- |
| Boeta Dippenaar | Südafrika  | 5       | 5       | 256     | 64,00   | 110*    | 1       | 2       |
| Yousuf Youhana  | Pakistan   | 5       | 5       | 211     | 42,20   | 68      | 0       | 3       |
| Jacques Kallis  | Südafrika  | 5       | 5       | 203     | 50,75   | 62      | 0       | 2       |
| Yasir Hameed    | Pakistan   | 5       | 5       | 202     | 40,40   | 72      | 0       | 2       |
| Shoaib Malik    | Pakistan   | 5       | 5       | 170     | 42,50   | 82*     | 0       | 1       |
| Bowling         |            |         |         |         |         |         |         |         |
| Spieler         | Mannschaft | Spiele  | Overs   | Wickets | Average | BBI     | 5W      | 10W     |
| Makhaya Ntini   | Südafrika  | 5       | 38.4    | 12      | 15,00   | 4/46    | 0       | 0       |
| Shoaib Akhtar   | Pakistan   | 5       | 41      | 8       | 22,37   | 4/49    | 0       | 0       |
| Andre Nel       | Südafrika  | 3       | 28      | 7       | 19,00   | 4/39    | 0       | 0       |
| Mohammad Sami   | Pakistan   | 4       | 34      | 7       | 21,28   | 3/20    | 0       | 0       |
| Shaun Pollock   | Südafrika  | 5       | 49.3    | 7       | 23,14   | 3/33    | 0       | 0       |

## Player of the Series
Als Player of the Series wurden die folgenden Spieler ausgezeichnet.
| Serie | Player of the Series |
| ----- | -------------------- |
| Test  | Taufeeq Umar         |
| ODI   | Boeta Dippenaar      |

### Player of the Match
Als Player of the Match wurden die folgenden Spieler ausgezeichnet.
| Spiel   | Player of the Match         |
| ------- | --------------------------- |
| 1. ODI  | Shoaib Malik                |
| 2. ODI  | Mohammad Sami               |
| 3. ODI  | Jacques Kallis              |
| 4. ODI  | Andre Nel                   |
| 5. ODI  | Boeta Dippenaar             |
| 1. Test | Danish Kaneria Taufeeq Umar |
| 2. Test | Gary Kirsten Taufeeq Umar   |